# 八王子通り魔事件
八王子通り魔事件（はちおうじとおりまじけん）とは、2008年（平成20年）7月22日に東京都八王子市のショッピングセンター内で発生した通り魔事件。
八王子市内ショッピングセンター内における通り魔殺人事件（東京地検による呼称）、八王子市内ショッピングセンター内通り魔殺人事件（法務省法務年鑑による呼称）とも呼ばれる。
本事件は東京地方検察庁が公式サイトで平成20年の著名事件として挙げているほか、法務省の法務年鑑（平成20年）においても、「平成20年中の主要事件」として挙げられている。

## 概要
2008年（平成20年）7月22日午後9時40分頃、東京都八王子市の京王線京王八王子駅の駅ビルである京王八王子ショッピングセンターの9階啓文堂書店にて、会社員の男（当時33歳）が文化包丁を用いて、中央大学文学部4年生でアルバイト店員の女性（当時22歳）と女性来店客（当時21歳）を刺した。その後、男はエレベーターで1階に下りて外に逃亡。アルバイト店員は間もなく死亡し、来店客は全治3か月の重傷を負った。事件現場には現金や身分証明書が入った財布が、エレベーターには凶器の包丁が放置されていた。
同日午後10時頃、男は事件現場300メートル離れたJR八王子駅北口近くの路上で、警察官に職務質問された際に「わたしが刺しました」と自身を犯人と認め、八王子ターミナルビル1階に所在する八王子駅北口交番にて目撃者の立証が取れたため、八王子警察署に殺人未遂容疑で緊急逮捕された。
逮捕当時、パトカーや警察用自転車（いわゆる白チャリ）を用いて20人近くの警察官が事件現場と逮捕現場である交番前に集結し、周囲は騒然となった。
動機について男は「仕事でうまくいかず、親が相談にのってくれなかったため、無差別で人を殺そうと思った」と供述した。また、凶器の文化包丁は八王子市内の100円ショップで購入したとも供述した。
犯人の男の父親は自宅に来た報道各社の取材に応じた。また犯人の男はフリーターとして職を転々とし、いわゆるパラサイト・シングルであったとされる。
2008年（平成20年）8月12日、東京地検八王子支部は男を殺人、殺人未遂、銃砲刀剣類所持等取締法違反の罪で起訴した。

## 裁判
裁判前に計4回の公判前整理手続が行われ、争点は男の自首の成立及び刑事責任能力の程度の2点に絞られた。
2009年（平成21年）2月12日、東京地裁八王子支部（山崎和信裁判長）で初公判が開かれ、男は起訴事実を認めた。冒頭陳述で検察側は「仕事ができずに悩み苦しんだことを両親に思い知らせてやりたいと考え、昨年6月に秋葉原で起きた無差別殺傷事件のような大事件を起こそうと決意した」と男が本事件を起こすまでの経緯を述べた。一方、弁護側は「簡易鑑定で知的障害や精神発達遅滞が認められ、刑事責任能力は限定的」などと主張し、刑事責任能力について争う姿勢を見せた。
2009年（平成21年）9月10日、東京地裁立川支部（山崎和信裁判長）で論告求刑公判が開かれ、検察側は「犯行は計画的で冷酷かつ残忍」として男に無期懲役を求刑した。弁護側は「被告は知的障害があり、犯行当時は行動を抑制する能力が阻害されていた」と改めて男の刑事責任能力は限定的だったと主張した上で情状酌量を訴え結審した。
2009年（平成21年）10月15日、東京地裁立川支部（山崎和信裁判長）で判決公判が開かれ「善悪を判断する能力は保たれていた。被害者の将来の夢や希望を予期しない形で打ち砕いた犯行は悪質」として求刑通り無期懲役の判決を言い渡した。
判決では、刑事責任能力については「被告は犯行をしやすい時間や場所を選び、抵抗されにくい女性を狙っていた」として男の完全責任能力を認めた。また、自首の成立は認めたが「自首を考慮しても結果は極めて重大」として情状酌量を認めなかった。被告は控訴した。
2010年（平成22年）4月14日、東京高裁（植村立郎裁判長）は「事件は重大だが、被告には酌むべき事情があり、無期懲役は重すぎる」として一審・東京地裁立川支部の無期懲役判決を破棄し、懲役30年の判決を言い渡した。
判決では「当初から無差別大量殺人として2人以上の殺害を計画していたと認められず、検察の見方は支持できない。無期懲役が当然といえるか慎重に考慮すべき」と指摘。その上で男の精神遅滞などを考慮に入れて有期刑の上限が適当と結論付けた。

## その他
- この事件が発生した2008年には、土浦連続殺傷事件（3月19日・23日、茨城県土浦市）や秋葉原通り魔事件（6月8日、東京都千代田区外神田）が発生しており、理由なき通り魔事件の続発として報道された。
- 事件当日、現場近くの別の書店で行われた書籍出版関連イベントを取材していたフジテレビのスタッフが、警察へ連行される本事件の犯人の姿をカメラに収めている。
- 京王八王子ショッピングセンターは事件翌日の7月23日のみを全店臨時休業とし、また8月上旬まで被害者を偲ぶ献花台が路面に設置された。
- 事件現場となった啓文堂書店京王八王子店は、同年中にリニューアル工事が行われ、本棚の配置などのレイアウトが変更されたのち、事件発生から7年半後の2016年1月24日をもって閉店した[14]。